# Parafia św. Marcina w Jarocinie
Parafia Świętego Marcina w Jarocinie – parafia rzymskokatolicka należąca do dekanatu Jarocin diecezji kaliskiej. Została utworzona w XIII wieku. Kościół parafialny, wzmiankowany 1257, obecny późnogotycki 1610, gruntownie przebudowany 1773–1787, jednonawowy z dwiema kaplicami od północy i południa z 1677 i 1685. Mieści się przy ulicy Kardynała Wyszyńskiego.